# Jaciment arqueològic de l'Esquerda
L'Esquerda és un jaciment arqueològic ibèric i medieval situat al terme municipal de Les Masies de Roda, a la comarca d'Osona, declarat Bé cultural d'interès nacional.
S'hi troben restes d'ocupació intermitent compreses entre el segle viii aC i el segle xiv dC. Molts dels objectes trobats s'exposen al Museu Arqueològic de l'Esquerda, a Roda de Ter.

## Situació geogràfica
El jaciment arqueològic de l'Esquerda és sobre un meandre de 12 hectàrees que dibuixa el riu Ter en el seu pas per la població de Roda de Ter (Osona). El lloc, elevat uns trenta o quaranta metres del nivell fluvial, confereix a l'indret unes excel·lents característiques estratègiques de defensa i control del territori. A més a més, la seva situació en un punt intermedi entre la Plana de Vic i la zona més muntanyenca de les Guilleries, li permet l'accés a recursos naturals diversificats. La confluència d'aquestes característiques explica la llarga ocupació de l'assentament, que abasta des del bronze final fins a època baixmedieval.

## Història de les investigacions arqueològiques

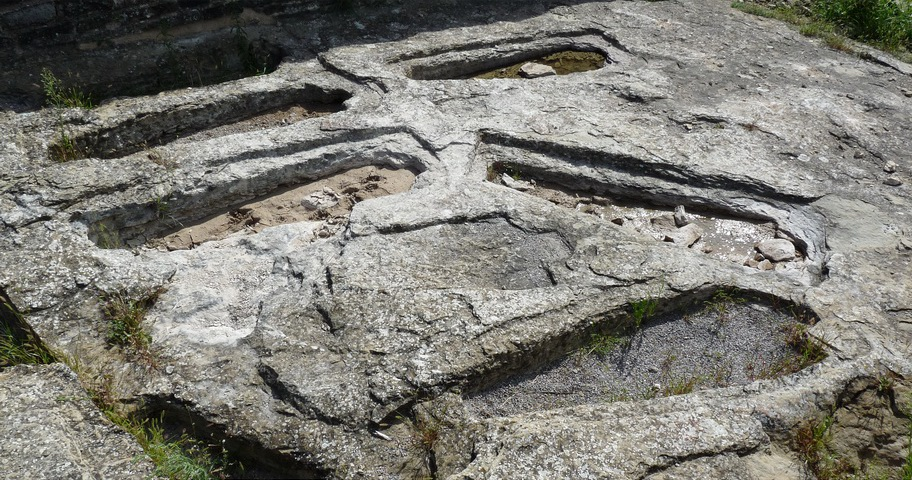
Tombes antropomorfes (agost 2010)

A inici del segle passat, s'efectuaren les primeres intervencions a la zona per part d'aficionats locals. No serà, però, fins a l'any 1977 que s'inicien les excavacions arqueològiques sistemàtiques per part d'un equip interdisciplinari de la Universitat de Barcelona, dirigit per la Dra. Imma Ollich. Els primers treballs es van centrar en la necròpolis situada a l'entorn de l'església medieval i en les cases que s'organitzen al seu voltant. Des d'aquell moment, les excavacions han continuat en el sector medieval, i des del 2007 també amb la codirecció d'Oriol Amblàs, d'Albert Pratdesaba i d'Esther Travé. Des del 2018, les excavacions arqueològiques depenen de la Fundació l'Esquerda, en col·laboració amb la Universitat de Barcelona.
L'any 1981, diverses prospeccions efectuades a la zona de la muralla van confirmar la presència de restes de l'edat del bronze i d'època ibèrica en aquell indret. Des del 1982, i amb la codirecció de Montserrat de Rocafiguera, s'excava també anualment en aquesta zona, on s'han posat al descobert les estructures d'un opiddum ibèric datable entre els segles v i iv aC. Les darreres campanyes d'excavació han posat de manifest la presència d'un camp de sitges d'època altmedieval i visigòtica en aquesta mateixa zona, a més d'un nivell d'ocupació més antic corresponent al Bronze Final (segle VIII dC).

## Història

### Bronze final- primer Ferro
La primera ocupació documentada a la península de l'Esquerda se situa al bronze final (s. viii aC), amb la presència de diversos fons de cabanes i material ceràmic dispers i fragmentat, que testimonien l'existència d'un primer poblament. En els darrers anys, s'ha localitzat també ceràmica de Merlès, en relació amb d'altres restes de la Catalunya Central actualment en estudi .

### Món ibèric
Uns segles més tard (s. v-iv aC), es bastí a la zona un gran oppidum ibèric, protegit per una potent muralla que tanca l'únic accés possible a la península. El poblat acollia, entre altres estructures, dos tallers, un de ceràmic i un altre de metal·lúrgic. Un carrer longitudinal, orientat de nord a sud i originat a la porta principal del poblat, organitza tot l'espai interior. Aquest eix es mantindrà durant tota la vida del poblat arribant fins a l'Edat Mitjana. La presència d'elements de bronze com ara fíbules, i de nombrosa ceràmica de bona producció local i d'importació, com ara ceràmica àtica del segle V aC, palesen la qualitat de vida i la comunicació i el comerç que es tenia amb la costa empordanesa seguint Ter avall. És en aquest moment que s'ha identificat l'Esquerda com a l'Ausa ibèrica, la capital dels ausetans, que aliats amb els cartaginesos van lluitar contra els romans. A finals del segle iii aC, o inicis del II aC, en el decurs de les guerres púniques, el poblat va patir un greu incendi que comportà la destrucció de diverses estructures, entre aquestes la muralla. Pocs anys més tard, el poblat es va refer, construint una nova muralla uns metres més avançada que l'anterior i canviant la porta d'accés al poblat, que deixà de situar-se al tram central del sistema defensiu, per a passar al seu extrem est. Aquesta nova ocupació va durar fins al segle i aC.

### Època romana
En aquest moment, s'obre un parèntesi en què no es documenta ocupació a la zona. Aquest fet s'explica pels canvis en el model de poblament que provocà la romanització sobre el conjunt de la plana. Així, un cop pacificat el territori després de la conquesta romana, molts dels antics poblats ibèrics, situats en llocs encimbellats, perden la seva funció defensiva i de control del territori i s'abandonen. La població es trasllada aleshores a la plana, en punts més propers als camps de conreu. És aquest el moment de l'Auso romana –actual Vic- i les vil·les del seu voltant, que adquireixen cada vegada un major protagonisme.

### Període visigòtic
L'entrada dels pobles germànics al llarg dels segles iv-vii dC portarà a ocupar de nou la península de l'Esquerda. La inestabilitat que comportà la seva arribada provocà el retorn de la població al punts de fàcil defensa i control del territori, que ja havien estat ocupats anteriorment. Les excavacions ens confirmen la presència visigoda a la zona, com posa de manifest la descoberta d'uns camps de sitges excavades a la part nord del jaciment. A partir del 2012, una intervenció completa a la muralla ha demostrat que va ser construïda pels visigots cap el segle V dC, aprofitant les restes derruïdes d'una muralla anterior d'època ibèrica situada més endins. El lloc es va anomenar Roda Ciutat. La muralla visigoda té una llargada de més de 150 m, i tanca tota la península pel nord. Més tard, amb l'arribada dels carolingis a finals del segle viii, aquesta muralla s'amplià amb l'afegit d'unes grans torres adossades, de planta quadrangular, convertint-la en una gran fortificació.

### Període carolingi i altmedieval
Una nova invasió, en aquest cas la musulmana a inicis del segle viii, provocà de nou un canvi en el control dels centres polítics i econòmics del territori, fins aquest moment en mans dels visigots. El pas dels exèrcits musulmans per Osona en el seu avenç vers els Pirineus, provocà la destrucció de la seu visigòtica d”Ausona” i de diverses fortaleses de l'entorn, situació que comportà la fugida de la població cap a llocs amagats de les muntanyes del voltant. En l'intent dels francs carolingis de frenar l'avançada musulmana, crearen una línia de defensa al llarg del Ter. A l'Esquerda-Roda Ciutat, des de finals del segle VIII dC els carolingis hi emplaçaren torres de guaita de fusta, sostingudes mitjançant encaixos a la roca, i situades al punt més elevat del jaciment. També van aprofitar la gran muralla de pedra construïda pels visigots, adossant-hi unes grans torres quadrades. L'Esquerda va esdevenir així, el nucli central de contacte d'una xarxa de fortificacions a l'entorn i al llarg del riu Ter al seu pas per Osona, defensant els passos cap el Pirineu i cap el mar a través de les Guilleries.
Malgrat tot, aquesta primera frontera del Ter, sense un suport poblacional suficient, no pogué resistir la revolta d'Aissó, un dirigent indígena got musulmà revoltat contra el nou poder franc. Aquest, juntament amb Guillemó, va destruir l'assentament carolingi de Roda Ciutat l'any 826, segons els "Annales Regni Francorum", i, com havien fet anys abans els mateixos francs, adoptà l'Esquerda com a base d'operacions. Aquest atac comportà la reculada dels carolingis vers el nord, afectant tota la reestructuració dels comtats carolingis, i no serà fins al 875, amb Guifré el Pilós, que es referà l'administració carolíngia sobre una base poblacional de nouvinguts. A partir d'aquest moment, tenim notícies sobre l'Esquerda a inicis del segle X quan, l'any 927, un document esmenta una donació de terres a l'església de Sant Pere de Roda. L'església d'aquest moment era de dimensions més reduïdes que les restes visibles actualment, i segurament edificada amb materials més senzills. Cal associar a aquest moment les tombes antropomorfes excavades a la roca que es distribueixen en el seu entorn, i amb unes primeres cases de pedra distribuïdes per la península, aprofitant les restes arquitectòniques de l'antic assentament ibèric.

### Època baixmedieval

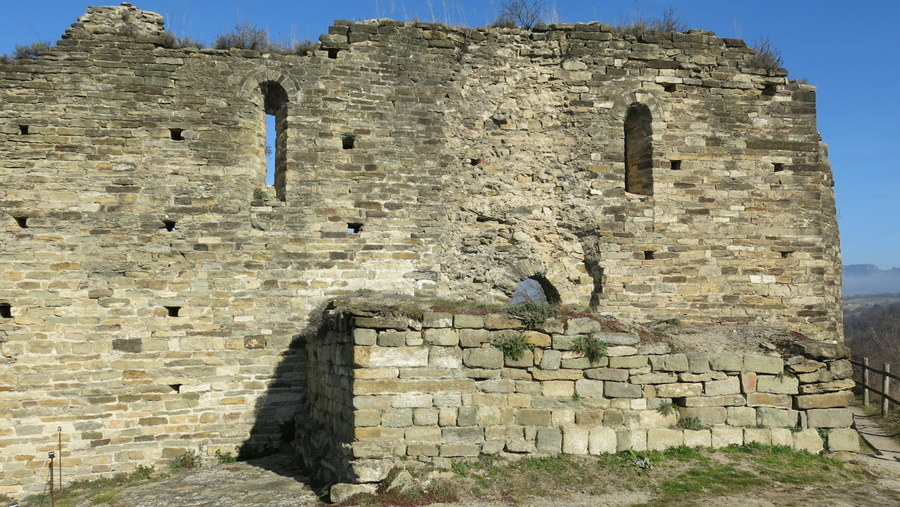
Mur de l'església medieval de l'Esquerda (Febrer 2019)

A inicis del segle xi, es produeix una remodelació del poble de l'Esquerda. D'una banda, s'edificarà una nova església seguint les noves tècniques del primer romànic, Sant Pere de Roda, consagrada l'any 1042, en època del bisbe abat Oliba. En aquest moment, les cases comencen a cercar la protecció de la sagrera i el poble creix a l'entorn de l'edifici religiós: juntament amb els habitatges es construïen tallers, forns i espais comunals. Al llarg de tot el període medieval, s'efectuaren diverses refetes al vell sistema defensiu d'època ibèrica.
Fins a mitjans del segle xiii, el poblat experimenta un creixement constant. S'ha calculat que podria arribar a acollir un centenar de cases i unes cinc-centes persones en el moment de màxima ocupació. A finals del segle xiii i inicis del xiv, la tendència s'inverteix. Les lluites feudals entre la casa de Cabrera, senyors de la zona, i el bisbat de Vic –aliats amb el rei-, provocà el progressiu abandonament de la zona a favor de l'ocupació de l'actual nucli de Roda de Ter, més proper al pont i a les vies de comunicació. La documentació, a nivell arqueològic, de diversos edificis incendiats es podria relacionar amb aquests fets.